# Ishima Takao
Takao Ishima (sinh ngày 21 tháng 6 năm 1980) là một cầu thủ bóng đá người Nhật Bản.

## Sự nghiệp câu lạc bộ
Takao Ishima đã từng chơi cho Kyoto Purple Sanga.